# Poletucha vlnatá
Poletucha vlnatá (Eupetaurus cinereus) je největším druhem plachtících veverkovitých savců. Obývá vysokohorské himálajské lesy až do nadmořské výšky 3000 metrů.
Tělo poletuchy vlnaté je dlouhé 50–60 cm, zhruba stejnou délku má hustě osrstěný ocas. Váží až 2 kg. Mezi předními a zadními končetinami má kožní lem, který dokáže napnout a po odrazu ze stromu nebo skalního útesu slouží jako kluzák. Živí se převážně jehličím borovice himálajské. Adaptace na tuto potravu vedla k tomu, že poletucha vlnatá má hypsodontní stoličky, kterými jsou vybaveni přežvýkaví.
Druh byl dlouho pokládán za vyhynulý; k poslednímu pozorování došlo v roce 1924, v muzeích celého světa se zachovalo pouze jedenáct kožek. Teprve v roce 1994 objevil Peter Zahler v údolí Sai živý exemplář. V roce 2004 Vladimir Dinec pořídil v údolí Raikhot videonahrávku poletuchy vlnaté. Živočich obývá řídce zalidněnou a obtížně přístupnou horskou oblast Gilgit-Baltistán, která je pod nadvládou Pákistánu. Zprávy o jeho výskytu v Tibetu a Sikkimu nebyly potvrzeny věrohodnými zdroji. Je velmi vzácný, počet žijících jedinců se odhaduje na jeden až tři tisíce.